# Zonophora campanulata
Zonophora campanulata är en trollsländeart. Zonophora campanulata ingår i släktet Zonophora och familjen flodtrollsländor.

## Underarter
Arten delas in i följande underarter:
- Z. c. annulata
- Z. c. campanulata
- Z. c. machadoi